# SC Rot-Weiß Oberhausen-Rhld. 1904 2009-2010
Questa voce raccoglie le informazioni riguardanti il SC Rot-Weiß Oberhausen-Rhld. 1904 nelle competizioni ufficiali della stagione 2009-2010.

## Stagione
Nella stagione 2009-2010 il Rot Weiss Oberhausen, allenato da Hans-Günter Bruns, concluse il campionato di 2. Bundesliga al 14º posto. In Coppa di Germania il Rot Weiss Oberhausen fu eliminato al secondo turno dal Bayern Monaco.

## Rosa
| N. |                                 | Ruolo | Calciatore        |
| -- | ------------------------------- | ----- | ----------------- |
| 35 | Germania (bandiera)             | P     | Marcel Dietz      |
| 21 | Germania (bandiera)             | P     | Sören Pirson      |
| 1  | Germania (bandiera)             | P     | Christoph Semmler |
| 36 | Germania (bandiera)             | D     | Dominik Borutzki  |
| 3  | Germania (bandiera)             | D     | Daniel Embers     |
| 24 | Germania (bandiera)             | D     | Kevin Kolberg     |
| 18 | Croazia (bandiera)              | D     | Marinko Miletic   |
| 4  | Grecia (bandiera)               | D     | Dimitrios Pappas  |
| 14 | Bosnia ed Erzegovina (bandiera) | D     | Esad Razić        |
| 5  | Germania (bandiera)             | D     | Benjamin Reichert |
| 16 | Germania (bandiera)             | D     | Thomas Schlieter  |
| 2  | Gambia (bandiera)               | D     | Timo Uster        |
| 30 | Germania (bandiera)             | C     | Florian Abel      |

| N. |                       | Ruolo | Calciatore         |
| -- | --------------------- | ----- | ------------------ |
| 6  | Giamaica (bandiera)   | C     | Daniel Gordon      |
| 19 | Germania (bandiera)   | C     | Markus Heppke      |
| 23 | Germania (bandiera)   | C     | Markus Kaya        |
| 20 | Germania (bandiera)   | C     | Tim Kruse          |
| 15 | Germania (bandiera)   | C     | Marcel Landers     |
| 17 | Germania (bandiera)   | C     | Oliver Petersch    |
| 8  | Kazakistan (bandiera) | C     | Genrïx Şmïdtgal'   |
| 9  | Germania (bandiera)   | C     | Patrick Schönfeld  |
| 7  | Germania (bandiera)   | C     | Moritz Stoppelkamp |
| 13 | Germania (bandiera)   | A     | Ronny König        |
| 22 | Germania (bandiera)   | A     | Felix Luz          |
| 10 | Italia (bandiera)     | A     | Mike Terranova     |
| 28 | Danimarca (bandiera)  | A     | Mike Tullberg      |

## Organigramma societario
Area tecnica
- Allenatore: Hans-Günter Bruns
- Allenatore in seconda: Oliver Adler
- Preparatore dei portieri: Manfred Behrendt
- Preparatori atletici:

## Risultati

### 2. Bundesliga

#### Girone di andata
| Arbitro: | Schmidt |

|  |           |                                           |
|  | Marcatori | 42’ Mosquera 65’ Benyamina 67’ Mattuschka |

| Arbitro: | Steinhaus |

|                        |           |                |
| Szabics 48’ Traoré 64’ | Marcatori | 27’, 79’ König |

| Arbitro: | Siebert |

|                          |           |  |
| Stoppelkamp 62’ Kaya 89’ | Marcatori |  |

| Arbitro: | Kempter |

|  |           |                    |
|  | Marcatori | 18’, 87’ Terranova |

| Arbitro: | Ittrich |

|               |           |  |
| Terranova 59’ | Marcatori |  |

| Arbitro: | Wingenbach |

|                                          |           |  |
| Prib 17’ Nöthe 50’, 62’ Mauersberger 73’ | Marcatori |  |

| Arbitro: | Dingert |

|              |           |  |
| Şmïdtgal' 6’ | Marcatori |  |

| Arbitro: | Stieler |

|  |           |           |
|  | Marcatori | 52’ König |

| Arbitro: | Wagner |

|                 |           |                                |
| Stoppelkamp 40’ | Marcatori | 61’ Ebbers 73’ Bruns 90’ Kruse |

| Arbitro: | Leicher |

|          |           |                 |
| Fink 62’ | Marcatori | 65’ (rig.) Kaya |

| Arbitro: | Zwayer |

|                                         |           |                      |
| Gordon 34’ Stoppelkamp 52’ Petersch 66’ | Marcatori | 22’ Gonther 43’ Mohr |

| Arbitro: | Welz |

|                                  |           |           |
| Nemec 15’ Amedick 44’ Rodnei 62’ | Marcatori | 74’ König |

| Arbitro: | Steuer |

|            |           |                            |
| Gordon 50’ | Marcatori | 7’, 57’ Cidimar 38’ Kujabi |

| Arbitro: | Hartmann |

|                                   |           |  |
| Straith 15’ Jula 47’ Bittroff 73’ | Marcatori |  |

| Arbitro: | Fischer |

|  |           |            |
|  | Marcatori | 63’ Aigner |

| Arbitro: | Fritz |

|                          |           |  |
| Heidinger 27’ Harnik 34’ | Marcatori |  |

| Oberhausen 20 dicembre 2009, ore 13:30 CET 17ª giornata | RW Oberhausen | 0 – 0 referto | Arminia Bielefeld | Niederrheinstadion (4 629 spett.)\| Arbitro: \| Weiner \| |
| Arbitro:                                                | Weiner        |               |                   |                                                           |

#### Girone di ritorno
| Arbitro: | Drees |

|              |           |  |
| Mosquera 60’ | Marcatori |  |

| Arbitro: | Schößling |

|  |           |                                    |
|  | Marcatori | 7’, 38’ (rig.) Thurk 39’ Torghelle |

| Arbitro: | Kempter |

|             |           |  |
| N'Diaye 42’ | Marcatori |  |

| Arbitro: | Stieler |

|                             |           |             |
| Şmïdtgal' 59’ Terranova 71’ | Marcatori | 42’ Bartels |

| Arbitro: | Siebert |

|               |           |               |
| Auer 15’, 82’ | Marcatori | 13’ Schlieter |

| Arbitro: | Welz |

|  |           |             |
|  | Marcatori | 63’ Allagui |

| Arbitro: | Dingert |

|                       |           |                     |
| Caiuby 13’ Baljak 29’ | Marcatori | 7’, 31’ Stoppelkamp |

| Arbitro: | Steuer |

|                      |           |  |
| Stoppelkamp 29’, 85’ | Marcatori |  |

| Arbitro: | Hartmann |

|                                                      |           |                                        |
| Ebbers 5’ Lehmann 24’ Oczipka 54’ Bruns 74’ Boll 85’ | Marcatori | 19’ Stoppelkamp 30’ Gordon 76’ Miletic |

| Arbitro: | Schalk |

|           |           |  |
| König 70’ | Marcatori |  |

| Arbitro: | Ittrich |

|            |           |                        |
| Brandy 75’ | Marcatori | 13’ Landers 89’ Pappas |

| Arbitro: | Meyer |

|                                 |           |               |
| Stoppelkamp 61’ Kaya 76’ (rig.) | Marcatori | 29’ Jendrišek |

| Arbitro: | Sippel |

|             |           |  |
| Mölders 68’ | Marcatori |  |

| Arbitro: | Fritz |

|                                        |           |                    |
| Şmïdtgal' 9’, 83’ König 73’ Gordon 86’ | Marcatori | 36’ (aut.) Miletic |

| Arbitro: | Metzen |

|                            |           |                         |
| Lauth 12’ (rig.) Mlapa 23’ | Marcatori | 30’ Şmïdtgal' 43’ König |

| Arbitro: | Thielert |

|  |           |                 |
|  | Marcatori | 30’ (aut.) Kaya |

| Arbitro: | Willenborg |

|                         |           |                 |
| Kirch 51’ Mijatović 56’ | Marcatori | 31’ (rig.) Kaya |

### Coppa di Germania
| Arbitro: | Metzen |

|  |           |                                   |
|  | Marcatori | 6’ König 51’ Terranova 67’ Embers |

| Arbitro: | Zwayer |

|                                                        |           |  |
| Embers 32’ (aut.) Gómez 41’ Buyten 67’, 86’ Müller 70’ | Marcatori |  |

## Statistiche

### Statistiche di squadra
| Competizione      | Punti | In casa | In casa | In casa | In casa | In casa | In casa | In trasferta | In trasferta | In trasferta | In trasferta | In trasferta | In trasferta | Totale | Totale | Totale | Totale | Totale | Totale | DR  |
| Competizione      | Punti | G       | V       | N       | P       | Gf      | Gs      | G            | V            | N            | P            | Gf           | Gs           | G      | V      | N      | P      | Gf     | Gs     | DR  |
| ----------------- | ----- | ------- | ------- | ------- | ------- | ------- | ------- | ------------ | ------------ | ------------ | ------------ | ------------ | ------------ | ------ | ------ | ------ | ------ | ------ | ------ | --- |
| 2. Bundesliga     | 41    | 17      | 9       | 1       | 7       | 20      | 20      | 17           | 3            | 4            | 10           | 18           | 32           | 34     | 12     | 5      | 17     | 38     | 52     | -14 |
| Coppa di Germania | -     | 0       | 0       | 0       | 0       | 0       | 0       | 2            | 1            | 0            | 1            | 3            | 5            | 2      | 1      | 0      | 1      | 3      | 5      | -2  |
| Totale            | -     | 17      | 9       | 1       | 7       | 20      | 20      | 19           | 4            | 4            | 11           | 21           | 37           | 36     | 13     | 5      | 18     | 41     | 57     | -16 |

### Andamento in campionato
| Giornata  | 1  | 2  | 3  | 4 | 5 | 6 | 7 | 8 | 9 | 10 | 11 | 12 | 13 | 14 | 15 | 16 | 17 | 18 | 19 | 20 | 21 | 22 | 23 | 24 | 25 | 26 | 27 | 28 | 29 | 30 | 31 | 32 | 33 | 34 |
| --------- | -- | -- | -- | - | - | - | - | - | - | -- | -- | -- | -- | -- | -- | -- | -- | -- | -- | -- | -- | -- | -- | -- | -- | -- | -- | -- | -- | -- | -- | -- | -- | -- |
| Luogo     | C  | T  | C  | T | C | T | C | T | C | T  | C  | T  | C  | T  | C  | T  | C  | T  | C  | T  | C  | T  | C  | T  | C  | T  | C  | T  | C  | T  | C  | T  | C  | T  |
| Risultato | P  | N  | V  | V | V | P | V | V | P | N  | V  | P  | P  | P  | P  | P  | N  | P  | P  | P  | V  | P  | P  | N  | V  | P  | V  | V  | V  | P  | V  | N  | P  | P  |
| Posizione | 16 | 14 | 10 | 6 | 4 | 6 | 4 | 4 | 5 | 6  | 6  | 6  | 8  | 9  | 10 | 13 | 14 | 15 | 15 | 15 | 15 | 15 | 15 | 15 | 14 | 14 | 14 | 14 | 13 | 14 | 13 | 14 | 14 | 14 |

Legenda:

Luogo: C = Casa; T = Trasferta. Risultato: V = Vittoria; N = Pareggio; P = Sconfitta.

### Statistiche dei giocatori
| Giocatore      | 2. Bundesliga | 2. Bundesliga | 2. Bundesliga | 2. Bundesliga | Coppa di Germania | Coppa di Germania | Coppa di Germania | Coppa di Germania | Totale   | Totale | Totale      | Totale     |
| Giocatore      | Presenze      | Reti          | Ammonizioni   | Espulsioni    | Presenze          | Reti              | Ammonizioni       | Espulsioni        | Presenze | Reti   | Ammonizioni | Espulsioni |
| -------------- | ------------- | ------------- | ------------- | ------------- | ----------------- | ----------------- | ----------------- | ----------------- | -------- | ------ | ----------- | ---------- |
| M. Dietz       | -             | -             | -             | -             | -                 | -                 | -                 | -                 | -        | -      | -           | -          |
| S. Pirson      | 24            | 0             | 1             | 1             | 2                 | 0                 | 0                 | 0                 | 26       | 0      | 1           | 1          |
| C. Semmler     | 11            | 0             | 0             | 0             | -                 | -                 | -                 | -                 | 11       | 0      | 0           | 0          |
| D. Borutzki    | -             | -             | -             | -             | -                 | -                 | -                 | -                 | -        | -      | -           | -          |
| D. Embers      | 21            | 0             | 5             | 0             | 2                 | 1                 | 0                 | 0                 | 23       | 1      | 5           | 0          |
| K. Kolberg     | 1             | 0             | 0             | 0             | -                 | -                 | -                 | -                 | 1        | 0      | 0           | 0          |
| M. Miletic     | 28            | 1             | 5             | 0             | 1                 | 0                 | 0                 | 0                 | 29       | 1      | 5           | 0          |
| D. Pappas      | 34            | 1             | 4             | 0             | 2                 | 0                 | 0                 | 0                 | 36       | 1      | 4           | 0          |
| E. Razić       | 6             | 0             | 3             | 0             | -                 | -                 | -                 | -                 | 6        | 0      | 3           | 0          |
| B. Reichert    | 9             | 0             | 0             | 0             | -                 | -                 | -                 | -                 | 9        | 0      | 0           | 0          |
| T. Schlieter   | 30            | 1             | 3             | 0             | 2                 | 0                 | 0                 | 0                 | 32       | 1      | 3           | 0          |
| T. Uster       | 6             | 0             | 0             | 0             | -                 | -                 | -                 | -                 | 6        | 0      | 0           | 0          |
| F. Abel        | 1             | 0             | 0             | 0             | -                 | -                 | -                 | -                 | 1        | 0      | 0           | 0          |
| D. Gordon      | 31            | 4             | 7             | 0             | 2                 | 0                 | 1                 | 0                 | 33       | 4      | 8           | 0          |
| M. Heppke      | 19            | 0             | 0             | 0             | 2                 | 0                 | 1                 | 0                 | 21       | 0      | 1           | 0          |
| M. Kaya        | 31            | 4             | 10            | 0             | 2                 | 0                 | 0                 | 0                 | 33       | 4      | 10          | 0          |
| T. Kruse       | 7             | 0             | 3             | 0             | 1                 | 0                 | 0                 | 0                 | 8        | 0      | 3           | 0          |
| M. Landers     | 24            | 1             | 1             | 0             | 2                 | 0                 | 0                 | 0                 | 26       | 1      | 1           | 0          |
| O. Petersch    | 24            | 1             | 0             | 0             | 1                 | 0                 | 0                 | 0                 | 25       | 1      | 0           | 0          |
| H. Şmïdtgal'   | 33            | 5             | 8             | 0             | 2                 | 0                 | 0                 | 0                 | 35       | 5      | 8           | 0          |
| P. Schönfeld   | 22            | 0             | 0             | 0             | 2                 | 0                 | 0                 | 0                 | 24       | 0      | 0           | 0          |
| M. Stoppelkamp | 31            | 9             | 5             | 0             | 2                 | 0                 | 0                 | 0                 | 33       | 9      | 5           | 0          |
| R. König       | 32            | 7             | 1             | 0             | 2                 | 1                 | 0                 | 0                 | 34       | 8      | 1           | 0          |
| F. Luz         | 2             | 0             | 1             | 0             | -                 | -                 | -                 | -                 | 2        | 0      | 1           | 0          |
| M. Terranova   | 34            | 4             | 4             | 0             | 1                 | 1                 | 0                 | 0                 | 35       | 5      | 4           | 0          |
| M. Tullberg    | 4             | 0             | 0             | 0             | -                 | -                 | -                 | -                 | 4        | 0      | 0           | 0          |
| J. Gay         | 1             | 0             | 1             | 0             | -                 | -                 | -                 | -                 | 1        | 0      | 1           | 0          |
| B. Schüßler    | 6             | 0             | 0             | 0             | -                 | -                 | -                 | -                 | 6        | 0      | 0           | 0          |